# Mădrets
Mădrets (bulgariska: Мъдрец) är ett distrikt i Bulgarien.   Det ligger i kommunen Obsjtina Gălăbovo och regionen Stara Zagora, i den centrala delen av landet, 240 km öster om huvudstaden Sofia.